# Karl Marti
Karl Marti (* 25. April 1855 in Bubendorf BL; † 22. April 1925 in Bern) war ein Schweizer Theologe und Hochschullehrer.

## Leben
Marti studierte Theologie und Altorientalistik, arbeitete ab 1878 als Pfarrer und ab 1880 als Privatdozent an der Universität Basel. Von 1895 bis 1925 war er Ordinarius für Altes Testament und semitische Sprachen (ab 1901) an der Universität Bern, deren Rektor er von 1911 bis 1912 war. Von 1907 bis 1924 gab er die Zeitschrift für die alttestamentliche Wissenschaft heraus.
Marti verbreitete Julius Wellhausens literarkritische Konzeption, „die besagte, dass die Ausformulierung des sog. Mosaischen Gesetzes jünger sei als die Propheten“. Er wurde mit zwei Ehrendoktortiteln ausgezeichnet.
Sein Nachlass befindet sich in der Burgerbibliothek Bern.